# مارانو مارشيساتو
مارانو مارشيساتو (بالإيطالية: Marano Marchesato)‏ هي مدينة وبلدية في مقاطعة كزنسة بمنطقة قلورية في جنوب إيطاليا.